# Phản ứng hạt nhân

Bắn phá hạt nhân ^{6}Li

Phản ứng hạt nhân là một quá trình vật lý, trong đấy xảy ra tương tác mạnh của hạt nhân do  tương tác với một hạt nhân khác hoặc với một nucleon, photon..  khi hạt nhân bay vào vùng tương tác của hạt nhân kia với năng lượng đủ lớn sẽ làm phân bố lại động lượng, moment động lượng, spin, chẵn lẻ... Nếu năng lượng không đủ lớn sẽ chỉ làm lệch hướng của hai hạt nhân, quá trình đó gọi là tán xạ hạt nhân. Chính nhờ các phản ứng hạt nhân mà con người ngày càng hiểu biết sâu sắc hơn về cấu trúc vi mô của thế giới vật chất.
Quá trình hai hạt tương tác với nhau tạo thành hai hạt nhân con được mô tả dưới dạng phương trình phản ứng hạt nhân như sau:
a + A → B + b
Về nguyên tắc một phản ứng liên quan đến nhiều hơn hai hạt va chạm nhưng vì xác suất xảy ra của sự kiện đó là rất thấp nên thông thường chỉ xét đến sự tương tác của hai hạt nhân với nhau.

## Phân loại phản ứng hạt nhân
Ở đây ta xét quá trình sử dụng hạt nhân tới a bắn phá hạt nhân bia A:
Cơ chế và kết quả của phản ứng hạt nhân phụ thuộc vào rất nhiều yếu tố. Với cùng loại hạt bay tới và hạt nhân bia, cơ chế và sản phẩm của phản ứng phụ thuộc mạnh vào năng lượng của hạt tới. Với cùng hạt nhân bia hạt nhân bắn phá khác nhau sẽ theo những cơ chế phản ứng khác nhau. Vì vậy phản ứng hạt nhân được chia theo nhiều loại. Thông thường phản ứng hạt nhân được phân theo các loại sau: loại hạt tới, năng lượng hạt tới và khối lượng hạt nhân bia
a, Phân loại phản ứng hạt nhân theo hạt tới:
Tùy theo hạt a bay tới là neutron, proton, deuteron, photon hay các ion nặng các phản ứng có tên gọi là: phản ứng hạt nhân với neutron, với proton, với deuteron, phản ứng quang hạt nhân hay phản ứng hạt nhân với ion nặng.
b, Phân loại phản ứng theo năng lượng hạt vào:
Với hạt tới a và hạt nhân bia A xác định, cơ chế của phản ứng phụ thuộc rất mạnh vào năng lượng hạt tới vì vậy người ta có thể phân chia hạt nhân theo năng lượng hạt vào.
- Với neutron là hạt không tích điện, không có tương tác Coulomb giữa neutron tới và hạt nhân bia, vì vậy năng lượng neutron được phân chia như sau:
- Năng lượng bé 0 < E <1 keV
- Năng lượng trung bình 1 keV < E < 500 keV
- Năng lượng lớn  0,5 MeV < E < 10 MeV
- Năng lượng rất lớn 10< E < 50 Mev
- Năng lượng cao E> 50 MeV
- Với photon
+ Năng lượng photon tới nhỏ hơn vùng năng lượng cộng hưởng khổng lồ
+ Năng lượng hạt tới nằm trong vùng năng lượng cồng hưởng khổng lồ
+ Năng lượng sau vùng cộng hưởng khổng lồ
c, Phân loại theo số khối của hạt nhân bia
Hạt nhân nhẹ 1 <= A <= 25
Hạt nhân trung bình 25 <=  A <= 80
Hạt nhân nặng 80 <= A <= 240
d, Phân loại theo thành phần, trạng thái nội tại của hạt nhân con
Phản ứng hạt nhân thật sự
là phản ứng dẫn đến sự phân bố lại các nucleon giữa các hạt tham gia tương tác. Kết quả của phản ứng tạo thành hạt nhân mới có thành phần khác với hạt nhân trước.
Tán xạ không đàn hồi
là tương tác hạt nhân không dẫn tới sự thay đổi thành phần của các hạt tham gia tương tác mà chỉ làm thay đổi trạng thái nội tại của chúng (spin, moment động lượng...phân bố lại nucleon) được biểu diễn bằng phương trình:
a + A → A*  + a*
Tán xạ đàn hồi
là tương tác hạt nhân không có sự phân bố lại các nucleon giữa các hạt tham gia tương tác và không làm thay đổi trạng thái nội tại của chúng.
a + A → A   + a
sau tương tác hạt nhân A vẫn ở trạng thái cơ bản chỉ có hạt tới a mất một phần động năng của mình do nó truyền cho hạt nhân giật lùi
- Ứng dụng

Phản ứng hạt nhân được ứng dụng trong sản xuất điện năng (các nhà máy điện nguyên tử), trong y học (chụp X-Quang) hay trong hóa học (tạo ra các nguyên tố nhân tạo),...